# Limetta calabrese (piretta)
La limetta calabrese o piretta  è un agrume prodotto in Calabria, secondo metodi e tecniche tradizionali. È un prodotto agroalimentare tradizionale calabrese. È diffusa soprattutto nella piana di Sibari, dove viene cresciuta ad alberello  o ad alto cespuglio. Il nome comune limetta può indicare varie specie botaniche; la limetta calabrese appartiene alla specie Citrus limetta Risso.

## Storia
Non ci sono dati certi sul periodo della sua introduzione, ma si ipotizza comunque che questo agrume sia stato portato in Calabria nel Medioevo, all'epoca della dominazione bizantina oppure dagli Arabi, quando dominavano la Sicilia; in entrambi i casi ci si aggira intorno al VIII e IX secolo.
Informazioni meno ipotetiche risalgono al XVIII secolo, quando il botanico anconetano Paolo Bartolomeo Clarici, scrisse Istoria e coltura delle piante che sono pe'l fiore più ragguardevoli, e più distinte per ornare un giardino in tutto il tempo dell'anno, con un copioso trattato degli agrumi. Nel testo parla di un frutto coltivato in Calabria, definendolo «Limon Calaber fructus minimo rotundo angustioribus et breviorivus foliis…» ("limone calabrese con frutto piccolo e rotondo e con foglie strette e corte"); secondo alcuni, questo agrume potrebbe essere proprio la limetta calabrese, e in questo caso la sua coltivazione in Calabria sarebbe attestata sin dall'inizio del Settecento.
La coltivazione della limetta calabrese, detta localmente "piretta", ha subito una graduale riduzione negli ultimi decenni, subendo la concorrenza di altri agrumi più redditizi. La limetta calabrese è compresa nell'Arca del Gusto di Slow Food.

## Caratteristiche
Il frutto, di pezzatura piccola, si presenta con una buccia grossa di colore giallo-verde, con umbone cinto da un solco profondo. La polpa ha sapore dolciastro o leggermente acidulo e poco sapido. I fiori sono bianchi, profumati come in genere tutti quelli degli agrumi, singoli o in infiorescenze; la fioritura è continua, ad esclusione della stagione invernale.

## Utilizzo
Nella tradizione locale, i frutti sono utilizzati per estrarre dalla buccia gli olii essenziali o per produrre un digestivo, anch'esso prodotto agroalimentare tradizionale calabrese. Si utilizza anche per la produzione di succhi dissetanti e ricchi di vitamina C e di potassio. Il succo, abbinato ad un pizzico di sale, è utilizzato anche contro la nausea. Negli ultimi decenni questo frutto è utilizzato anche per produrre bibite analcoliche, marmellate e sorbetti. 